# 인도차이나회색랑구르
인도차이나회색랑구르(Trachypithecus crepusculus)는 긴꼬리원숭이과에 속하는 영장류의 일종이다. 중국 남서부의 우링산맥과 윈난성 징둥 이족 자치현에서 발견된다.